# John van Dreelen

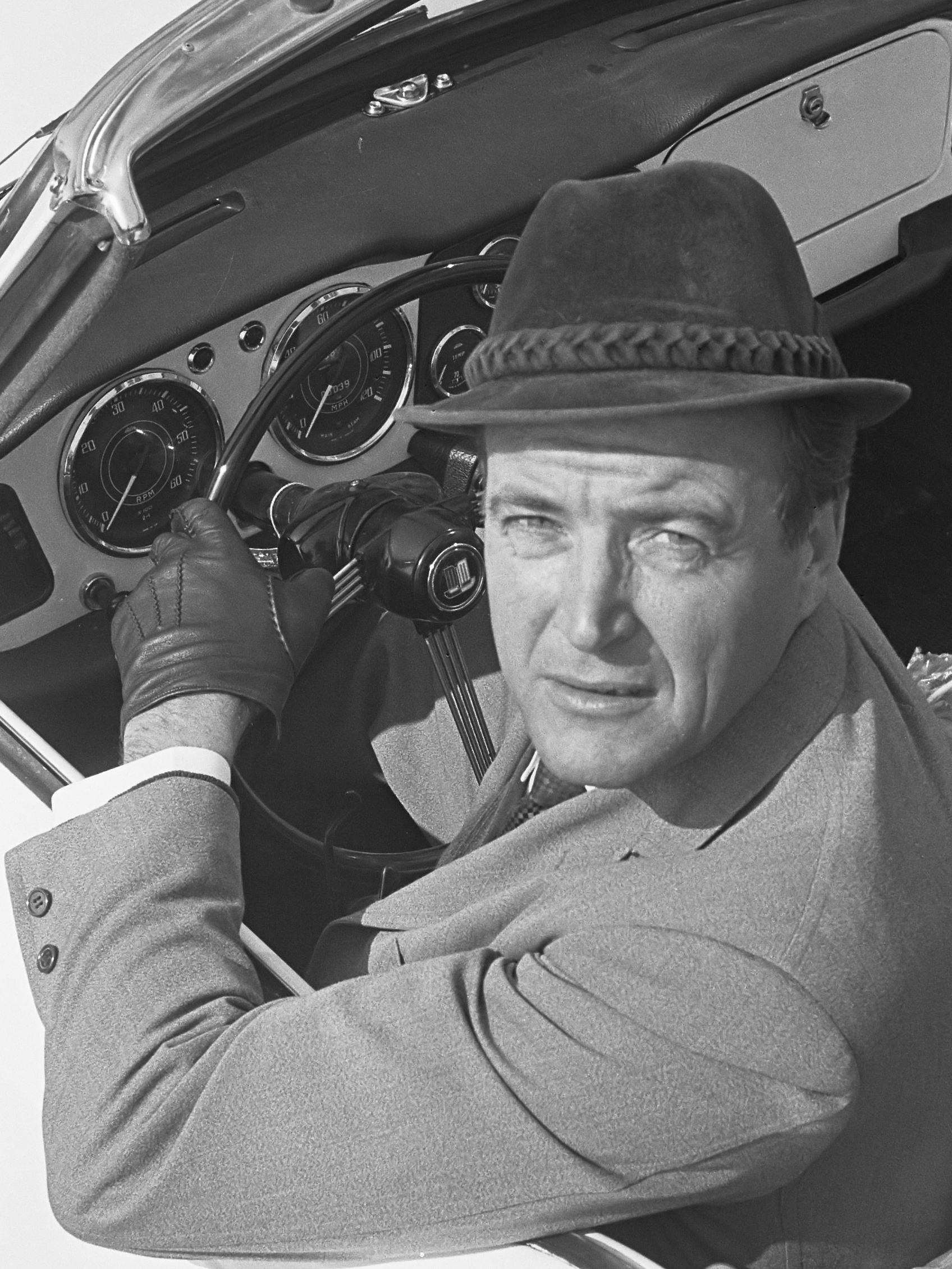
John van Dreelen (1964)

John van Dreelen (* 5. Mai 1922 als Jacques Theodore van Drielen Gimberg in Amsterdam; † 4. September 1992 in Cap d’Agde, Frankreich) war ein niederländischer Schauspieler, im Film oft besetzt als markig-glatter Schönling, kultiviert-kalter Edelgangster oder undurchsichtiger Ausländer.

## Leben

### Die frühen Jahre auf der Bühne
Der Sohn des Schauspielers Louis Gimberg (1880–1959) hatte in seiner Heimatstadt Amsterdam ab 1939 zwei Jahre lang Schauspielunterricht erhalten und gab anschließend, im Alter von 19 Jahren, seinen Bühnen-Einstand in dem Stück De gele nachtegaal. Bald darauf spielte er auch erstmals in Deutschland (für eine Saison in Oldenburg) und stellte wenig später eine eigene Kabarett-Truppe auf die Beine. 1943 sperrten ihn die Nationalsozialisten in das Emslandlager.
Kurz nach Kriegsende kehrte van Dreelen in die Niederlande zurück und gab dort sein Filmdebüt. 1949 sah ihn Laurence Olivier als Romeo in Romeo und Julia und engagierte ihn im Jahr darauf für die Hauptrolle in Daphne Laureola. Zusammen mit Oliviers Old-Vic-Ensemble spielte van Dreelen in London und New York (1950). Am Broadway reüssierte er später auch als Baron von Trapp in dem Musical The Sound of Music.
Van Dreelen blieb auch weiterhin ein schauspielernder Kosmopolit: Der perfekt deutschsprachige Holländer mit der sonoren Stimme spielte anschließend an Bühnen in Paris und Rom, Tourneen brachten ihn nach Österreich, in die Schweiz und in die Bundesrepublik. Am Wiener Theater in der Josefstadt landete van Dreelen Erfolge mit den Stücken Sabrina und Gigi, 1965 trat er mit Feuerwerk am Deutschen Theater in München auf. Einen weiteren beachtlichen Erfolg feierte er zusammen mit Hannelore Schroth in Kiss Me Kate.

### Arbeit bei Film und Fernsehen
Auch der internationale Film engagierte John van Dreelen regelmäßig. In Deutschland ließ man ihn in den 50er Jahren oft smarte Liebhaber und noble Charmeure spielen. Seit Ende dieses Jahrzehnts vorwiegend in den USA aktiv, besetzte man den attraktiven Holländer meist als aalglatten Ausländer und finsteren Schurken mit Glacéhandschuhen. Mehrfach ließ Hollywood van Dreelen Nazi-Offiziere spielen. In den 1960er und 1970er Jahren übernahm er in einer beträchtlichen Anzahl von US-Serien (unter anderem Die Seaview – In geheimer Mission, Rauchende Colts, Solo für O.N.C.E.L., FBI, Kobra, übernehmen Sie, Ihr Auftritt, Al Mundy, Tarzan, Der Chef, Dr. med. Marcus Welby, Drei Engel für Charlie, Detektiv Rockford – Anruf genügt, Knight Rider, Der Denver-Clan) Gastrollen.
Eine seltene Hauptrolle hatte er 1966 in der deutschen Fernsehserie Von null Uhr eins bis Mitternacht erhalten – van Dreelen spielte einen Detektiv von Interpol. Fünf Jahre darauf übernahm er in Deutschland eine weitere Hauptrolle: in Niklaus Schillings Psycho-Thriller Nachtschatten. 1974 sah man ihn als soignierten Fabrikanten und Ehemann Ulla Jacobssons, dessen Sohn sich in Wolfgang Petersens berühmter Tatort-Folge Nachtfrost als Callgirl-Mörder entpuppt und von einem Massenaufgebot der Polizei in einem Wald gestellt wird.
Seitdem war van Dreelen nur noch sehr sporadisch in deutschen Produktionen zu Gast, so zuletzt 1991/92 in der Serie Unsere Hagenbecks. Seine letzte Rolle spielte er 1992 in der Episode Dorneck gegen Dorneck der ZDF-Reihe Ehen vor Gericht. Er starb kurz danach in Südfrankreich.

## Filmografie (Auswahl)
- 1947: Niet tevergeefs
- 1948: Gigi
- 1951: Musik in Monte Carlo (Nous irons à Monte Carlo)
- 1952: Brelan d’as
- 1953: Moselfahrt aus Liebeskummer
- 1953: Rote Rosen, rote Lippen, roter Wein
- 1954: Morgengrauen
- 1954: Ein Mädchen aus Paris
- 1954: Der letzte Akt
- 1955: In Hamburg sind die Nächte lang
- 1957: 2 Herzen voller Seligkeit
- 1957: Zeit zu leben und Zeit zu sterben
- 1959: Menschen ohne Nerven (The Flying Fontaines)
- 1959: The Enemy General
- 1960: Das unheimliche Erbe (13 Ghosts)
- 1960: The Leech Woman
- 1960: Beyond the Time Barrier
- 1960: The Wizard of Baghdad
- 1960: Kein Fall für FBI (The Detectives, Fernsehserie, 1 Folge)
- 1962: Laura
- 1965: Colonel von Ryans Express (Von Ryan’s Express)
- 1966: Madame X
- 1967: Von null Uhr eins bis Mitternacht (TV, 13 Episoden)
- 1968: Die Ente klingelt um ½ 8
- 1969: Topas (Topaz)
- 1969: Ein dicker Hund (My Dog, the Thief)
- 1971: Nachtschatten
- 1971: Explosion (The Big Game)
- 1972: Hamburg Transit (Fernsehserie, Folge: Wie ihr das macht, ist eure Sache)
- 1973: Der verlorene Horizont (Lost Horizon)
- 1973: Diamantenparty
- 1974: Rufus
- 1974: Tatort: Nachtfrost
- 1974: Barnaby Jones (Fernsehserie, 1 Folge)
- 1975: Tödliche Lady (Too Hot to Handle) (UA: 1977)
- 1980: Die Formel (The Formula)
- 1983: Hart aber herzlich (Hart to Hart, Fernsehserie, Folge: "Duftspuren")
- 1983: Kommissariat 9 (Fernsehserie, Folge: "Neues vom Aktienmarkt")
- 1985: Geschenkt ist noch zu teuer
- 1986: Mascara
- 1987: Zoeken naar Eileen
- 1987: Nato per combattere
- 1988: Noble House (Fernsehminiserie)
- 1989: Gummibärchen küßt man nicht
- 1991: Becoming Colette
- 1991–1992: Unsere Hagenbecks (TV-Serie, 25 Folgen)